# Pismo Święte Starego i Nowego Testamentu – komentarze KUL
Pismo Święte Starego i Nowego Testamentu – polskie przekłady poszczególnych ksiąg Biblii wraz z naukowym komentarzem i ekskursami. Nazywane „Komentarzami KUL-owskimi” z racji związku większości autorów z Katolickim Uniwersytetem Lubelskim. Wydawcą przekładów było Pallottinum.
Tomy z przekładami ksiąg Nowego Testamentu ukazywały się w latach 1959–1979. Tomy z przekładami ksiąg Starego Testamentu ukazywały się od 1962 do 2020 roku. W 2020 roku, jako ostatni tom, ukazała się Księga Syracha, którą komentarzem opatrzył Hugolin Langkammer. 
Pomysłodawcami serii komentarzy dotyczącej Starego Testamentu byli Stanisław Łach i Stanisław Styś (po śmierci Stysia do redakcji dołączył Lech Stachowiak). Po śmierci Stanisława Łacha (1983) oraz Lecha Stachowiaka (1997) odpowiedzialnym za serię był Ryszard Rubinkiewcz (zm. 2011), a w ostatnich latach – aż do jej pomyślnego zakończenia – Mirosław Wróbel.  
Komentarz miał być, zgodnie z przedmową do pierwszego tomu: oparty na solidnych podstawach naukowych, ale skierowany nie tylko do biblistów i teologów, ale także do duchowieństwa i ogółu katolickiej inteligencji. Redaktorzy przyznawali, że mieli kłopot z zebraniem dostatecznej liczby współpracowników, gdyż specjalistów z dziedziny Starego Testamentu było mniej. Treść przekładów po ich ukończeniu miała być wydana łącznie z krótszym komentarzem – nie doszło jednak do tego. 
Każdy z tomów zawiera szczegółowy komentarz, przewyższający czasami wielokrotnie rozmiarem sam tekst. Aparat naukowy uzupełnia bibliografia, skorowidze i mapy. Wybrane zagadnienia były dodatkowo opisywane w postaci ekskursów.   
Serię pozytywnie przyjął kardynał Stefan Wyszyński, który w dedykacji do pierwszego tomu pisał o potrzebie odczuwanej przez społeczeństwo, jak też wysokim poziomie przygotowania Biblistów do tego dzieła.
W ankiecie biblistów polskich, którą w 1999 przeprowadziła Katolicka Agencja Informacyjna przekład zwyciężył w dwóch kategoriach: wierności i staranności, a w łącznej punktacji zajął drugie miejsce, ustępując wyłącznie Biblii poznańskiej.
Tradycję Komentarzy KUL-owskich kontynuuje Biblia lubelska. Część wydanych w ramach Biblii Lubelskiej tomów została napisana przez tych samych autorów, a tekst przekładów jest zbliżony.

## Lista poszczególnych tomów

### Pismo Święte Nowego Testamentu
Redakcja naukowa przekładu: Feliks Gryglewicz, Eugeniusz Dąbrowski.
Seria znana jest również jako: Pismo Święte Nowego Testamentu w 12 tomach.
| Tom                | Tytuł                                             | Autor przekładu     | Rok wydania               |
| ------------------ | ------------------------------------------------- | ------------------- | ------------------------- |
| I                  | Nowy Testament na tle epoki – Geografia, Historia | Eugeniusz Dąbrowski | 1958 (wyd. II popr. 1965) |
| II                 | Nowy Testament na tle epoki – Kultura             | Eugeniusz Dąbrowski | 1958                      |
| III-1              | Ewangelia według św. Mateusza                     | Józef Homerski      | 1979                      |
| III-2              | Ewangelia według św. Marka                        | Hugolin Langkammer  | 1977                      |
| III-3              | Ewangelia według św. Łukasza                      | Feliks Gryglewicz   | 1974                      |
| IV                 | Ewangelia według św. Jana                         | Lech Stachowiak     | 1975                      |
| V                  | Dzieje Apostolskie                                | Eugeniusz Dąbrowski | 1961                      |
| VI-1               | List do Rzymian                                   | Kazimierz Romaniuk  | 1978                      |
| VI-2               | List do Galatów                                   | Edward Szymanek     | 1978                      |
| VII                | Listy do Koryntian                                | Eugeniusz Dąbrowski | 1965                      |
| VIII               | Listy Więzienne                                   | Augustyn Jankowski  | 1962                      |
| IX                 | Listy do Tesaloniczan i Pasterskie                | Jan Piotr Stępień   | 1979                      |
| X                  | List do Hebrajczyków                              | Stanisław Łach      | 1959                      |
| XI                 | Listy Katolickie                                  | Feliks Gryglewicz   | 1959                      |
| XII                | Apokalipsa świętego Jana                          | Augustyn Jankowski  | 1959                      |
| XIII-uzupełniający | Księgi Nowego Przymierza                          | Józef Błażej Łach   | 2020                      |

### Pismo Święte Starego Testamentu
Redakcja naukowa przekładu: Lech Stachowiak, Stanisław Łach.
| Tom               | Tytuł                                 | Autor przekładu    | Rok wydania |
| ----------------- | ------------------------------------- | ------------------ | ----------- |
| I-1               | Księga Rodzaju                        | Stanisław Łach     | 1962        |
| I-2               | Księga Wyjścia                        | Stanisław Łach     | 1964        |
| II-1              | Księga Kapłańska                      | Stanisław Łach     | 1970        |
| II-2              | Księga Liczb                          | Stanisław Łach     | 1970        |
| II-3              | Księga Powtórzonego Prawa             | Stanisław Łach     | 1971        |
| III-1             | Księga Jozuego                        | Józef Błażej Łach  | 2013        |
| III-2             | Księga Sędziów i Księga Rut           | Józef Błażej Łach  | 2015        |
| III-uzupełniający | Historia czasów Starego Testamentu    | Józef Jelito       | 1961        |
| IV-1              | Księgi Samuela                        | Jan Łach           | 1973        |
| IV-2              | Księgi 1-2 Królów                     | Józef Błażej Łach  | 2007        |
| V-1               | 1-2 Księga Kronik                     | Hugolin Langkammer | 2011        |
| V-2               | Księgi Ezdrasza i Nehemiasza          | Hugolin Langkammer | 1971        |
| VI-1-3            | Księgi: Tobiasza, Judyty, Estery      | Praca zbiorowa     | 1963        |
| VI-4              | Księgi Machabejskie                   | Feliks Gryglewicz  | 1961        |
| VII-1             | Księga Hioba                          | Czesław Jakubiec   | 1974        |
| VII-2             | Księga Psalmów                        | Stanisław Łach     | 1990        |
| VIII-1            | Księga Przysłów                       | Stanisław Potocki  | 2008        |
| VIII-2            | Księga Koheleta                       | Marian Filipiak    | 1980        |
| VIII-3            | Księga Mądrości                       | Kazimierz Romaniuk | 1969        |
| VIII-4            | Księga Pieśni nad Pieśniami           | Hugolin Langkammer | 2016        |
| VIII-5            | Księga Syracha                        | Hugolin Langkammer | 2020        |
| IX-1              | Księga Izajasza                       | Lech Stachowiak    | 1996        |
| IX-2              | Księga Izajasza                       | Lech Stachowiak    | 1996        |
| X-1               | Księga Jeremiasza                     | Lech Stachowiak    | 1967        |
| X-2               | Lamentacje i Księga Barucha           | Lech Stachowiak    | 1968        |
| XI-1              | Księga Ezechiela                      | Józef Homerski     | 2013        |
| XI-2              | Księga Daniela                        | Józef Homerski     | 2008        |
| XII-1             | Księgi Proroków Mniejszych            | Praca zbiorowa     | 1968        |
| XII-2             | Księgi Proroków Mniejszych            | Praca zbiorowa     | 1968        |
| XII-3             | Księgi Ludu Bożego Starego Przymierza | Józef Błażej Łach  | 2018        |